# Casarile
Casarile – miejscowość i gmina we Włoszech, w regionie Lombardia, w prowincji Mediolan.
Według danych na rok 2004 gminę zamieszkiwały 3572 osoby, 510,3 os./km².